# Samuel Campis
Samuel Campis Espinal (Città del Messico, 10 settembre 1948) è un ex cestista messicano.

## Carriera
Con il Messico ha disputato i Giochi olimpici del 1976.